# Ben Webster
Benjamin Francis Webster, (Kansas City, Missouri, Estats Units, 27 de març de 1909 - Amsterdam, Holanda del Nord, Països Baixos, 20 de setembre de 1973) va ser un saxofonista tenor de jazz estatunidenc. És considerat com un dels "tres grans" (big three) saxofonistes tenors de l'era del swing amb Coleman Hawkins (la seva influència principal) i Lester Young.

### Biografia
Ben Webster, primer va estudiar violí i després piano i clarinet. El seu primer treball va ser el de pianista en un cinema de Texas, en l`època del cinema mut. Més tard va tocar el piano en les orquestes de Rusty Nelson i Dutch Campbell.
Bud Johnson li dona les seves primeres lliçons de saxo i adopta aquest instrument tocant en formacions orquestrals com les de W.H. Young (pare del saxofonista Lester Young) dels anys 1930 al 1940 en què va entrar en l'orquestra del gran Duke Ellington (1940-1943). Montà un grup propi i tornar amb Ellington (1948-1949). La incorporació de Webster a l'orquestra de Ellington en 1940 va propiciar la formació definitiva del so i de l'estil de l'orquestra. Tant la seva presència en la secció de vent com les seves intervencions com solista van ser memorables. El "Duke"  agraït va compondre per ell el tema titulat "In a Mellotone" a la mida del seu saxofonista principal i aquesta peça va acompañyar a Webster durant tota la vida.
L'any 1949 el gran productor musical Norman Grantz li va fer participar en nombroses gires de la formació Jazz At The Philarmonic, més coneguda per les sigles JATP. Després dels primers concerts als Estats Units, la JATP va fer gires per tot el món i també per Europa de 1959 a 1967, any de l'ultima gira.
Després de deu anys, en 1959, Webster ja sense problemes económics, probablement deguts a l'abús del consum d'alcohol, va deixar la JATP i es va convertir en un rodamon fins que el 1964 va establir-se a Europa. Primer va està a Copenhaguen i després a Holanda, fins que el 1969 es va instal·lar definitivament a la capital danesa, on va ser una gran influència pel desenvolpament dels jazz nord-europeu.
El 1973 quan estava tocant en la ciutat holandeAisa deLeyda, va tenir un accident cerebral que va posar fí a la seva vida. Està enterrat en el Cementiri Assistens de Copenhaguen.

### Llegat
Després de la seva mort es va crear la Fundació Ben Webster que va ser confirmada pel segell de la Reina de Dinamarca en 1976. Un dels paràgrafs inicials de l'escriptura fundacional, diu "Recolzar la difusió del jazz en Dinamarca i Estats Units.
El Premi anual Ben Webster es concedeix a un músic jove excepcional. Tot i que no té una gran dotació econòmica sí que té un gran prestigi. Alguns músics dels Estats Units han visitat i tocat a Dinamarca gràcies a l'ajuda de la Fundació, que promociona concerts, gravacions i activitats relacionades amb el jazz.
La col·lecció privada de gravacions de jazz i records de Webster estan dipositades en les col·leccions de jazz de la Biblioteca Universitària de Odense, en dinamarca. Per acabar, la gran devoció dels melòmans, va fer que Ben Webster tingués un carrer en Copenhague amb el seu nom, el "Ben Webster Vej".https://www.benwebsterfoundation.com
En 1974, Ben Webster va ser escollit pels crítics musicals per entrar en el Down Beat Hall of Fame.

### Relació amb Tete Montoliu
El famós productor alemany de jazz Joachim E. Berendt va fer que Ben Webster i Don Byas enregistresin l'any 1968 el disc "Ben Webster meets Don Byas" als estudis MPS de la ciutat de Villingen, al bell mig de la Selva Negra. Per acompanyar als dos gran saxofonistes tenors, el productor va comptar amb Tete Montoliu al piano, Peter Trunk al contrabaix i Al "Tootie" Heath a la bateria.
Així va ser com Tete Montoliu va poder gravar un disc amb el seu mentor Don Byas i també és clar, així va ser com Ben Webster va conèixer a Tete Montoliu i es va sorprende moltíssim quan va veure que aquest pianista amb tant swing fos un home blanc. Segons recull Pere Pons en el seu llibre, al final d'una de les gravacions, Ben Webster va dir " Aquest paio espanyol té un swing que no té cap altre pianista blanc a Europa. Atent a l'observació, el Tete va respondre al moment: Jo no soc espanyol, soc català. No saps que tots els catalans som negres".
Pere Pons també recull en el seu llibre, les paraules de Tete, impreses en l'edició espanyola del disc, entre elles on diu "Per a mi, quest disc restarà per sempre més com un disc inoblidable en la meva vida... tot està interpretat amb moltes ganes, i sobretot amb ganes de fer-se la guitza l'un a l'altre, entre el don i el Ben, que a la fi és el que dona la sal i el pebre al jazz, perqué quan dos monstres així estan "picats" poden sortir cones genials... Els altres tres ho vam fer tan bé com vam poder".
La segona trobada entre Ben Webster i Tete Montoliu va ser plasmada en el disc "Gentle Ben" gravat en novembre de 1972 en el Casino de l'Aliança de Poble Nou en Barcelona i va ser un dels moments més brillants en la història del jazz, segons la pàgina web Aplo i Baco. El trio de Tete en aquest disc, ho formaven Erik Peter al contrabaix i Peer Wyboris a la bateria.

### Valoració musical
Ben Webster és un dels grans músics de jazz. Típic representant d'un jazz atemporal, Webster es va formar en els rigors i l'alegria de l'era del swing i de les big bands. És sobretot un enamorat de la melodia. El seu "discurs" ple de tendresa en les balades pot resultar tremendament fogós en els temps ràpids. El seu fraseig, de seqüències curtes i separades per llargs temps de repós, sol acabar amb una nota poderosament vibrada i en certa manera, més bufada que tocada. Aquest procediment que va utilitzar moltes vegades, va ser initat per molts saxofonistes i s'ha convertit en paradigma de l'art de la balada en el saxo tenor.

### Discografia seleccionada
- Early Session Hop ( amb Lionel Hampton, 1939)
- Cotton Tail i All to Soon (amb Duke Ellington, 1940)
- Ballads (1954)
- All the Things You Are (amb Art Tatum, 1956)
- Ben Webster meets Oscar Peterson (1959)
- Coleman Hawkins encounters Ben Webster (1959)
- Gerry Mulligan meets Ben Webster (1959). Aquest LP va ser votat en el lloc 448 del llibre "All time Top 1000 Albums de Colin Larkin)
- Soulmates (amb Joe Zawinul, 1963)
- Ben's Blues (amb Tete Montoliu, 1972). També editat pel segell discogràfic Ensayo de Barcelona amb el títol de "Gentle Ben" i de subtítol Ben Webster Tete ntoliu Trio (1973)
- Ben Webster meets Don Byas (amb Tete Montoliu, 1968). Reedició en Espanya (1981)

#### Com acompanyant (sideman)
- Amb Billie Holiday. Body and Soul (1957) i Songs for Distingued Lovers (1958)
- Amb Johnny Hodges. The Blues (1955) i Blues-a Plenty (1958)
- Amb Dizzy Gillespie. The Complete RCA Victor Recordings (1995)